# Lijst van Stolpersteine in Montferland

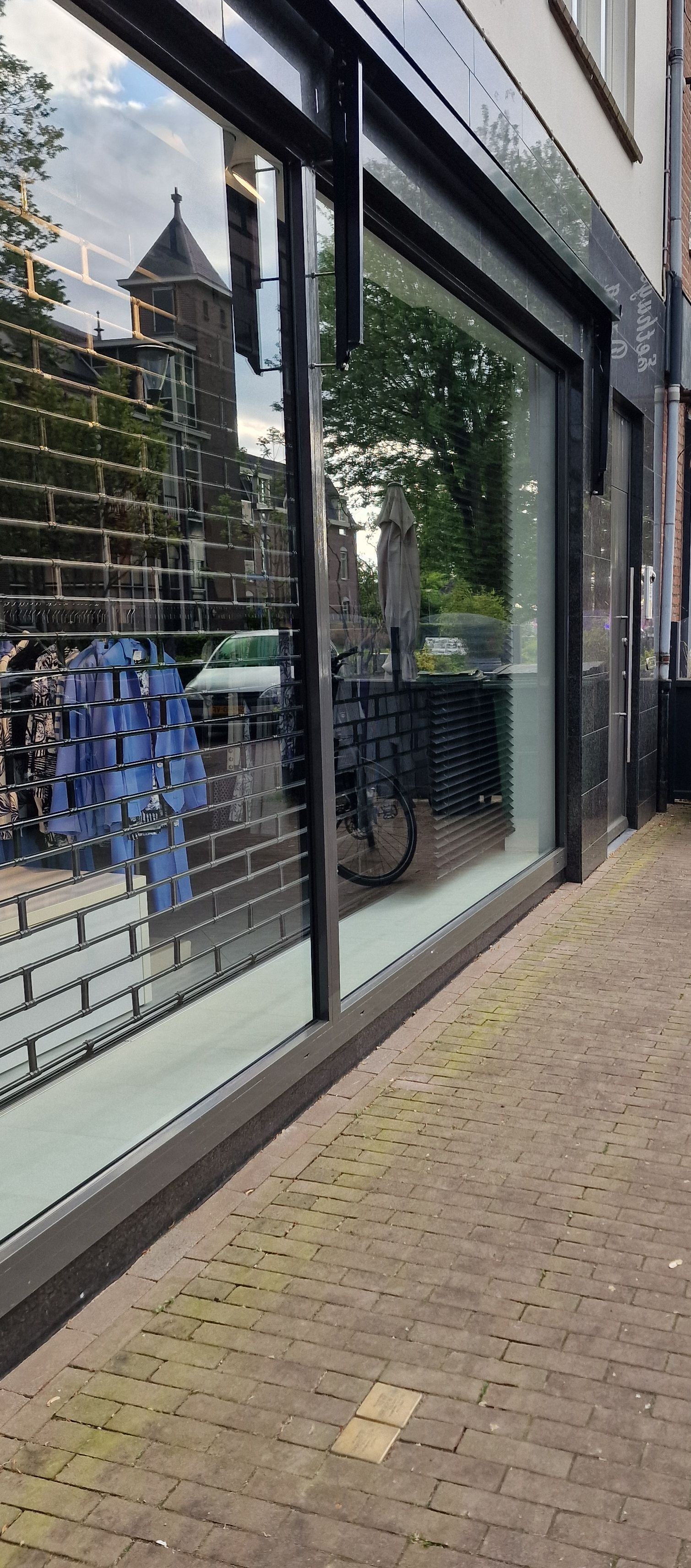
Stolperstein in Didam voor familie Löwenstein op Hoofdstraat 4

De Lijst van Stolpersteine in Montferland geeft een overzicht van de gedenkstenen die in de gemeente Montferland in de Nederlandse provincie Gelderland zijn geplaatst in het kader van het Stolpersteine-project van de Duitse beeldhouwer-kunstenaar Gunter Demnig.
Stolpersteine zijn opgedragen aan slachtoffers van het nationaalsocialisme, al diegenen die zijn vervolgd, gedeporteerd, vermoord, gedwongen te emigreren of tot zelfmoord gedreven door het nazi-regime. Demnig legt voor elk slachtoffer een aparte steen, meestal voor de laatste zelfgekozen woning.
Omdat het Stolpersteine-project doorloopt, kan deze lijst onvolledig zijn.

## Stolpersteine
In de gemeente Montferland liggen 36 Stolpersteine: zeven in Didam, 27 in 's-Heerenberg en twee in Zeddam.

### Didam
In Didam liggen zeven Stolpersteine op drie adressen.
| Afbeelding | Inscriptie                                                                 | Adres                           | Herdachte persoon                   |
| ---------- | -------------------------------------------------------------------------- | ------------------------------- | ----------------------------------- |
|            | HIER WOONDE FRITS BRESLER GEB. 1931 VERMOORD 11-6-1943 SOBIBOR             | Breideweg 7 Kaart (OSM)         | Frits Bresler (1931-1943)           |
|            | HIER WOONDE JACOB BRESLER GEB. 1902 VERMOORD 24-9-1943 AUSCHWITZ           | Breideweg 7 Kaart (OSM)         | Jacob Bresler (1902-1943)           |
|            | HIER WOONDE WOLF BRESLER GEB. 1925 VERMOORD 2-7-1943 SOBIBOR               | Breideweg 7 Kaart (OSM)         | Wolf Bresler (1925-1943)            |
|            | HIER WOONDE KAJLA BRESLER-SIMON GEB. 1904 VERMOORD 11-6-1943 SOBIBOR       | Breideweg 7 Kaart (OSM)         | Kajla Bresler-Simon (1904-1943)     |
|            | HIER WOONDE SIMON LÖWENSTEIN GEB. 1877 VERMOORD 21-1-1943 AUSCHWITZ        | Hoofdstraat 4 Kaart (OSM)       | Simon Löwenstein (1877-1943)        |
|            | HIER WOONDE PAULINA LÖWENSTEIN-GANS GEB. 1877 VERMOORD 21-1-1943 AUSCHWITZ | Hoofdstraat 4 Kaart (OSM)       | Paulina Löwenstein-Gans (1887-1943) |
|            | HIER WOONDE SAMUEL MILGRAM GEB. 1912 VERMOORD 8-9-1943 AUSCHWITZ           | Wilhelminastraat 54 Kaart (OSM) | Samuel Milgram (1912-1943)          |

### 's-Heerenberg
In 's-Heerenberg liggen 27 Stolpersteine op acht adressen.
| Afbeelding | Inscriptie | Adres                    | Herdachte persoon                           |
| ---------- | --- | ------------------------ | ------------------------------------------- |
|            | HIER WOONDE DAVID BLOEMENDAAL GEB. 1871 VERMOORD 14-5-1943 SOBIBOR | Klinkerstraat 46         | David Bloemendaal (1871-1943)               |
|            | HIER WOONDE ROIDI JOSEF BLOEMENDAAL GEB. 1912 GEÏNTERNEERD 9-4-1943 VUGHT GEDEPORTEERD 6-7-1943 UIT WESTERBORK VERMOORD 9-7-1943 SOBIBOR                                        | Klinkerstraat 25         | Roidi Josef Bloemendaal (1912-1943)         |
|            | TINE BLOEMENDAAL GEB. 30-4-1943 WESTERBORK VERMOORD 5-6-1943 WESTERBORK | Klinkerstraat 25         | Tine Bloemendaal (1943-1943)                |
|            | HIER WOONDE MIETJE 'MIES' BLOEMENDAAL- GOUDEKETTING GEB. 1914 GEÏNTERNEERD 17-4-1943 WESTERBORK, VUGHT GEDEPORTEERD 6-7-1943 UIT WESTERBORK VERMOORD 9-7-1943 SOBIBOR           | Klinkerstraat 25         | Mietje Bloemendaal-Goudeketting (1914-1943) |
|            | HIER WOONDE JOHANNA BLOEMENDAAL-RUHR GEB. 1877 VERMOORD 14-5-1943 SOBIBOR | Klinkerstraat 46         | Johanna Bloemendaal-Ruhr (1877-1943)        |
|            | HIER WOONDE GEERTRUIDE 'TRUUSJE' COHEN GEB. 1928 VERMOORD 9-7-1943 SOBIBOR | Marktstraat 31           | Geertruide Cohen (1928-1943)                |
|            | HIER WOONDE ISAAK JULIUS 'IESJE' COHEN GEB. 1930 VERMOORD 9-7-1943 SOBIBOR | Marktstraat 31           | Isaak Julius Cohen (1930-1943)              |
|            | HIER WOONDE JENNY COHEN GEB. 1927 VERMOORD 11-6-1943 SOBIBOR | Marktstraat 31           | Jenny Cohen (1927-1943)                     |
|            | HIER WOONDE SIMON COHEN GEB. 1891 VERMOORD 11-6-1943 SOBIBOR | Marktstraat 31           | Simon Cohen (1891-1943)                     |
|            | HIER WOONDE ROOSJEN COHEN-DE LEEUW GEB. 1900 VERMOORD 9-7-1943 SOBIBOR | Marktstraat 31           | Roosjen Cohen-de Leeuw (1900-1943)          |
|            | HIER WOONDE JAN IJSBRANDS GALAMA GEB. 1885 PASTOOR GEARRESTEERD 4-8-1941 GEÏNTERNEERD ARNHEM, DÜSSELDORF GEDEPORTEERD 28.11.1941 DACHAU VERMOORD 4-5-1942 SCHLOSS HARTHEIM      | Hofstraat 6              | Jan Ysbrands Galama (1885-1942)             |
|            | HIER WOONDE REGNERUS H.F. HEGGE GEB. 1912 KAPELAAN GEARRESTEERD 5-8-1941 GEÏNTERNEERD ARNHEM,AMERSFOORT,VUGHT GEDEPORTEERD 5-9-1944 SACHSENHAUSEN BERGEN-BELSEN BEVRIJD         | Hofstraat 6              | Regnerus H.F. Hegge (1912-1976)             |
|            | HIER WOONDE JOSEPH JACOBS GEB. 1905 VERMOORD 31-3-1944 MIDDEN-EUROPA | Kellenstraat 2           | Joseph Jacobs (1905-1944)                   |
|            | HIER WOONDE SERA EVELINA JACOBS GEB. 1940 VERMOORD 2-7-1943 SOBIBOR | Kellenstraat 2           | Sera Evelina Jacobs (1940-1943)             |
|            | HIER WOONDE HERMINA JACOBS-ROSENBERG GEB. 1908 VERMOORD 2-7-1943 SOBIBOR | Kellenstraat 2           | Hermina Jacobs-Rosenberg (1908-1943)        |
|            | HIER WOONDE ABRAHAM KAMP GEB. 1877 VERMOORD 23-7-1943 SOBIBOR | Kellenstraat 27          | Abraham Kamp (1877-1943)                    |
|            | HIER WOONDE HERTA KAMP GEB. 1912 VERMOORD 25-1-1943 AUSCHWITZ | Kellenstraat 27          | Herta Kamp (1912-1943)                      |
|            | HIER WOONDE ROSALIE KAMP-CAHN GEB. 1879 VERMOORD 23-7-1943 SOBIBOR | Kellenstraat 27          | Herta Kamp (1879-1943)                      |
|            | HIER WOONDE MARINUS ADRIANUS VAN ROOIJEN GEB. 1897 KAPELAAN GEARRESTEERD 5-8-1941 GEÏNTERNEERD ARNHEM, EMMERICH GEDEPORTEERD 23-10-1941 SACHSENHAUSEN VERMOORD 16-6-1942 DACHAU | Hofstraat 6              | Marinus Adrianus van Rooijen (1897-1942)    |
|            | HIER WOONDE BENJAMIN JOSEPH STRAUS GEB. 1881 GEARRESTEERD 10.2.1943 GEDEPORTEERD 1943 UIT WESTERBORK VERMOORD 26.2.1943 AUSCHWITZ                                               | Kellenstraat/Molenstraat | Benjamin Joseph Straus (1881-1943)          |
|            | HIER WOONDE BENNO STRAUS GEB. 1926 VERMOORD 14-5-1943 SOBIBOR | Kellenstraat 9           | Benno Straus (1926-1943)                    |
|            | HIER WOONDE JOSEPH STRAUS GEB. 1918 VERMOORD 28-2-1943 SOBIBOR | Kellenstraat 9           | Joseph Straus (1918-1943)                   |
|            | HIER WOONDE LEOPOLD STRAUS GEB. 1883 VERMOORD 14-5-1943 SOBIBOR | Kellenstraat 9           | Leopold Straus (1883-1943)                  |
|            | HIER WOONDE MEIJER STRAUS GEB. 1920 VERMOORD 9-7-1943 SOBIBOR | Kellenstraat 9           | Meijer Straus (1920-1943)                   |
|            | HIER WOONDE SALLIE STRAUS GEB. 1924 VERMOORD 31-3-1944 MIDDEN-EUROPA | Kellenstraat 9           | Sallie Straus (1924-1944)                   |
|            | HIER WOONDE LEA STRAUS-JACOB GEB. 1888 VERMOORD 14-5-1943 SOBIBOR | Kellenstraat 9           | Lea Straus-Jacob (1888-1943)                |
|            | HIER WOONDE HEDWIG STRAUS-LEVITA GEB. 1882 GEARRESTEERD 10.2.1943 GEDEPORTEERD 1943 UIT WESTERBORK VERMOORD 26.2.1943 AUSCHWITZ                                                 | Kellenstraat/Molenstraat | Hedwig Straus-Levita (1882-1943)            |

### Zeddam
In Zeddam liggen twee Stolpersteine op twee adressen.
| Afbeelding | Inscriptie | Adres            | Herdachte persoon                          |
| ---------- | --- | ---------------- | ------------------------------------------ |
|            | HIER WOONDE DOMINICUS HYLARIUS ETTEMA GEB. 1897 GEÏNTERNEERD 27-6-1944 GEDEPORTEERD 11-10-1944 UIT AMERSFOORT BEZWEKEN 11-1-1945 NEUENGAMME             | Vinkwijkseweg 32 | Dominicus Hylarius Ettema (1897-1945)      |
|            | HIER WOONDE ANTONIUS 'TONNY' GERARDUS JOHANNES PAS GEB. 1924 GEÏNTERNEERD SEP.1944 GEDEPORTEERD 10-9-1944 UIT AMERSFOORT BEZWEKEN 15-12-1944 NEUENGAMME | Vinkwijk 58      | Antonius Gerardus Johannes Pas (1924-1944) |

## Data van plaatsingen
- 10 juli 2013: 's-Heerenberg, twee Stolpersteine op Kellenstraat/Molenstraat
- 2 november 2022: 's-Heerenberg, drie Stolpersteine op Hofstraat 6
- 19 september 2023: 's-Heerenberg, drie Stolpersteine op Klinkerstraat 25
- 27 januari 2025: Didam, zeven Stolpersteine op Breideweg 7, Hoofdstraat 4, Wilhelminastraat 54; 's-Heerenberg, negentien Stolpersteine op Kellenstraat 2 en 9 en 27, Klinkerstraat 46, Marktstraat 31; Zeddam, twee Stolpersteine op Vinkwijkseweg 32 en Vinkwijk 58